# هارالد گرونینن
هارالد گرونینن (انگلیسی: Harald Grønningen; ۹ اکتبر ۱۹۳۴ – ۲۶ اوت ۲۰۱۶) اسکی‌باز صحرانوردی اهل نروژ بود.
وی در مسابقات کشوری و بین‌المللی در مجموع برندهٔ ۳ مدال طلا، ۴ مدال نقره شده‌است.